# Stanislas Laczny
Ne doit pas être confondu avec Stanislas Staho.
Stanislas Laczny, dit « Staho » (né le 13 août 1911 à Worms, dans le Grand-duché de Hesse et mort le 27 avril 1998 à Lille), est un footballeur franco-polonais, dont la carrière débute dans les années 1930 dans les rangs du RC Lens et s'achève à l'issue de la saison 1947 avec un titre de champion de France, obtenu avec le CO Roubaix-Tourcoing. 
Il devient par la suite entraîneur jusqu'au milieu des années 1960. 

## Biographie
Stanislas Laczny est milieu de terrain (demi-centre) au RC Lens et au CO Roubaix-Tourcoing. 
Il termine sa carrière à l'AC Cambrai, comme capitaine et entraîneur-joueur. 
Puis, il devient entraîneur du CO Roubaix-Tourcoing de juillet 1956 à avril 1959.

## Carrière de joueur
- 1936-1938 : RC Lens
- 1938-1939 : RC Roubaix
- 1939-1944 : Olympique lillois
- 1944-1945 : Excelsior AC Roubaix
- 1945-1947 : CO Roubaix-Tourcoing [2]

## Carrière d'entraîneur
- 1948-1955 : AC Cambrai (entraîneur-joueur)
- 1956-1958 : CO Roubaix-Tourcoing
- 1958-196? : Union Royale Namur
- 1965-1966 : Olympique Saint-Quentin

## Palmarès
- Champion de France en 1947 avec le CO Roubaix-Tourcoing